# Jesenje
Jesenje est une municipalité située dans le comitat de Krapina-Zagorje, en Croatie. Au recensement de 2001, la municipalité comptait 1 643 habitants, dont 99,70 % de Croates et le village de Gornje Jesenje, siège de la municipalité, comptait 772 habitants.

## Localités
La municipalité de Jesenje compte 5 localités :
- Brdo Jesenjsko
- Cerje Jesenjsko
- Donje Jesenje
- Gornje Jesenje
- Lužani Zagorski